# ATP Challenger Guangzhou 2011
LATP Challenger Guangzhou 2011 è stato un torneo professionistico di tennis maschile giocato sul cemento. È stata la 1ª edizione del torneo, che fa parte dell'ATP Challenger Tour nell'ambito dell'ATP Challenger Tour 2011. Si è giocato a Canton in Cina dal 14 al 20 marzo 2011.

## Partecipanti

### Teste di serie
| Giocatore            | Nazionalità | Ranking* | Testa di serie |
| -------------------- | ----------- | -------- | -------------- |
| Gō Soeda             | Giappone    | 109      | 1              |
| Lukáš Lacko          | Slovacchia  | 119      | 2              |
| Steve Darcis         | Belgio      | 129      | 3              |
| Aleksandr Kudrjavcev | Russia      | 144      | 4              |
| Matthias Bachinger   | Germania    | 160      | 5              |
| Tatsuma Itō          | Giappone    | 173      | 6              |
| Uladzimir Ihnacik    | Bielorussia | 200      | 7              |
| Dominik Meffert      | Germania    | 211      | 8              |

- Ranking al 7 marzo 2011.

### Altri partecipanti
Giocatori che hanno ricevuto una wild card:
- Gong Maoxin
- Li Zhe
- Wu Di
- Zhang Ze

Giocatori che hanno avuto uno Special Exemption:
- Cedrik-Marcel Stebe

Giocatori che sono passati dalle qualificazioni:
- Tiago Fernandes
- Colin Fleming
- Sadik Kadir
- Benjamin Mitchell

## Campioni

### Singolare
Uladzimir Ihnacik ha battuto in finale  Aleksandr Kudrjavcev, 6–4, 6–4

### Doppio
Michail Elgin /  Aleksandr Kudrjavcev hanno battuto in finale  Sanchai Ratiwatana /  Sonchat Ratiwatana, 7–6(3), 6–3